# ميساميس أوكسيدنتال
ميساميس أوتشيدنتال هي مقاطعة في الفلبين، تتبع مينداناو الشمالية، بلغ عدد سكانها 567٬642 نسمة، في 2010، عاصمتها أوروكويتا، تبلغ مساحتها 2٬055٫22 كيلومتر مربع، رمزها البريدي هو 7200–7215.

## معرض صور

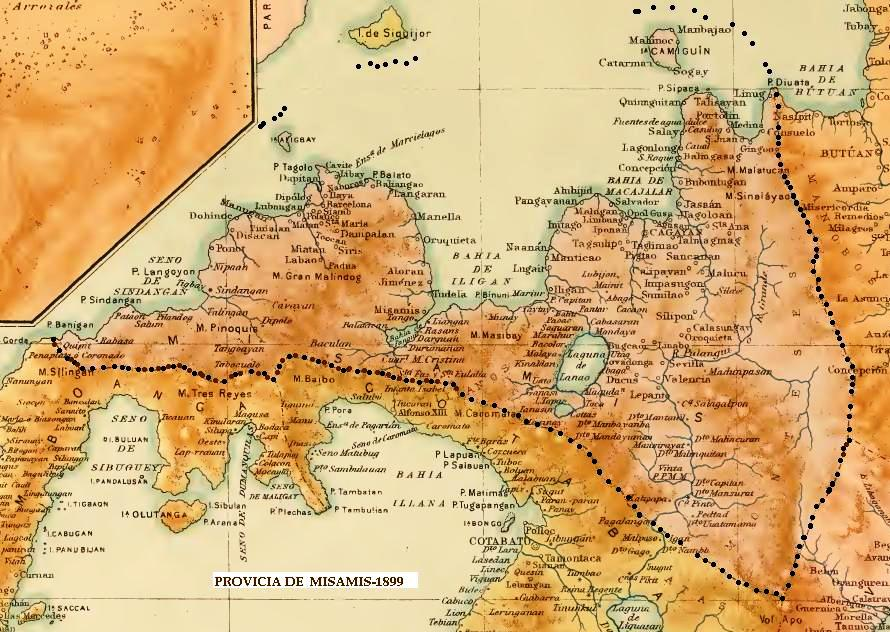
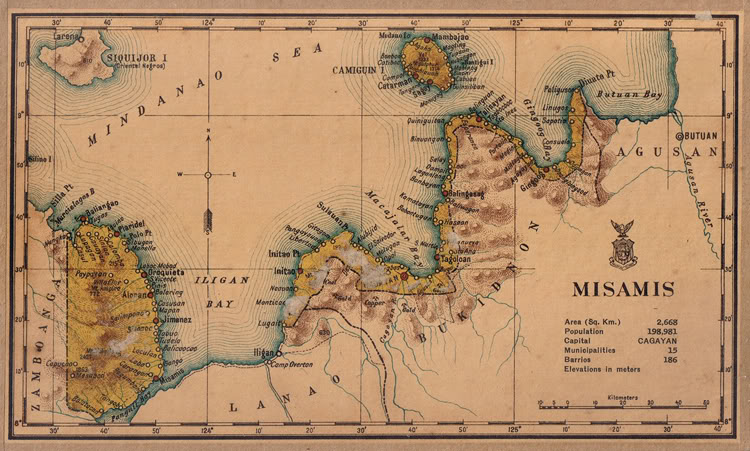
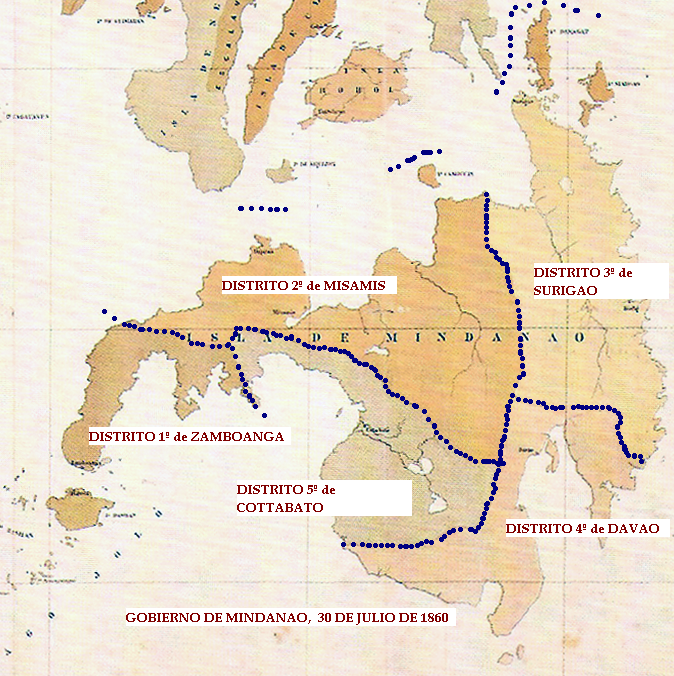

## الموقع
تشترك في الحدود مع:
- زامبوانجا ديل نورت
- لاناو ديل نورتي
- ميساميس أوريانتال.

## التقسيمات الإدارية
- أوروكويتا
- اوزاميز
- Tangub [الإنجليزية]‏
- Aloran [الإنجليزية]‏
- Baliangao [الإنجليزية]‏
- Bonifacio, Misamis Occidental [الإنجليزية]‏
- Calamba, Misamis Occidental [الإنجليزية]‏
- Clarin, Misamis Occidental [الإنجليزية]‏
- Concepcion, Misamis Occidental [الإنجليزية]‏
- Don Victoriano [الإنجليزية]‏
- Jimenez, Misamis Occidental [الإنجليزية]‏
- Lopez Jaena [الإنجليزية]‏
- Panaon, Misamis Occidental [الإنجليزية]‏
- Plaridel, Misamis Occidental [الإنجليزية]‏
- Sapang Dalaga [الإنجليزية]‏
- Sinacaban [الإنجليزية]‏
- Tudela, Misamis Occidental [الإنجليزية]‏.